# Zbyněk Stanjura
Zbyněk Stanjura (ur. 15 lutego 1964 w Opawie) – czeski polityk, inżynier i samorządowiec, parlamentarzysta, w latach 2002–2010 prezydent Opawy, od 2012 do 2013 minister transportu, od 2021 minister finansów.

## Życiorys
Z wykształcenia inżynier, w latach 1982–1987 studiował w wyższej szkole technicznej VUT w Brnie. Pracował jako programista, od 1992 zawodowo związany z przedsiębiorstwem ESKON, w którym był dyrektorem zarządzającym. W 1991 wstąpił do Obywatelskiej Partii Demokratycznej (ODS). Od 1997 do 2014 zasiadał z ramienia tego ugrupowania w radzie miejskiej Opawy. W 1998 został członkiem zarządu miasta, a w 2002 objął stanowisko prezydenta, które zajmował do 2010. W latach 2000–2011 był również radnym kraju morawsko-śląskiego, a do 2008 członkiem zarządu władz regionalnych tego kraju.
W 2010 z ramienia ODS uzyskał mandat deputowanego do Izby Poselskiej. W grudniu 2012 został ministrem transportu w rządzie Petra Nečasa, odszedł wraz z całym gabinetem w lipcu 2013. W wyborach w 2013, 2017 i 2021 z powodzeniem ubiegał się o poselską reelekcję.
W grudniu 2021 objął urząd ministra finansów, dołączając do nowo powołanego gabinetu Petra Fiali.